# Jan Wyżykowski

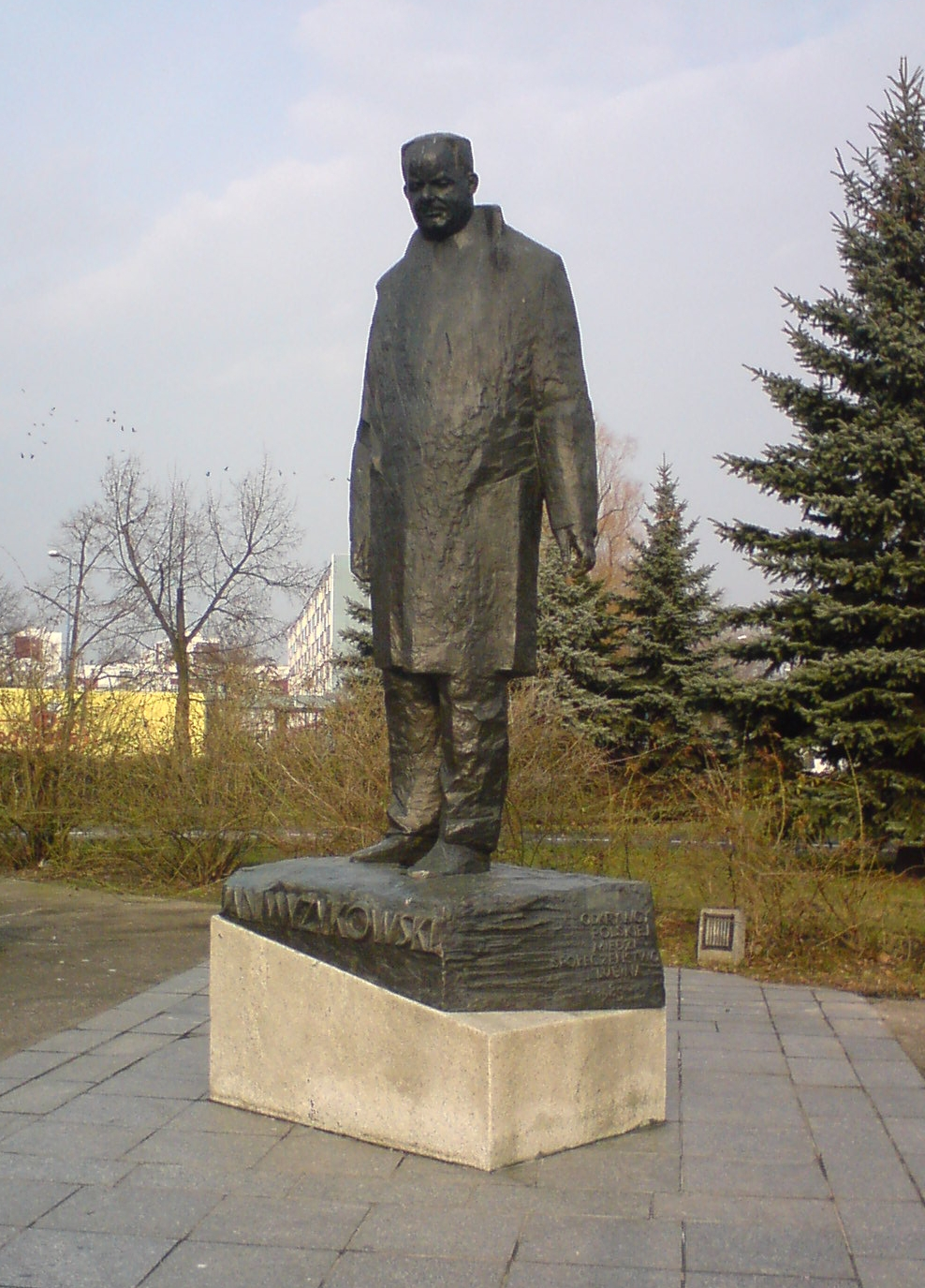
O monumento de Jan Wyżykowski em Lubin

Jan Wyżykowski (31 de Março de 1917 em Haczów - 29 de Outubro de 1974 na Varsóvia) – geólogo polaco, estudou a engenharia de minas, na area de geologia economica de minerio da cobre. 

## Biografia
Acabou a escola primária em Haczów, a escola secundária atendeu inicialmente em Rozwadów. Depois, mudou-se para Cracóvia onde em 1936 acabou a escola no Liceu Jana III Sobieskiego.  
Por curto tempo atendeu ao seminário espiritual, educou-se também ao cantor de ópera sob o professor Bronisław Romaniszyna. A educação musical foi interrompida pela doença de garganta. Depois disso começou os estudos filosóficos na Universidade Jaguelônica, que foram interrompidos pela Segunda Guerra Mundial. Durante a ocupação trabalhou numa Sociedade Mútua em Cracóvia.  
Depois da Guerra, estudou na Universidade de Ciência e Tecnologia em Cracóvia. Ao mesmo tempo em 1948 começou a trabalhar em Bytomski Zakład Przemysłu Węglowego, inicialmente como assistente, depois como gestor de tráfego nas minas de hulha Łagiewniki e Radzionków. Ali acumulava os materiais a respeito de tecnologia e alteração de carvão. Em 1950, na base da sua tese Rozpatrzenie problemu celowości budowy centralnej płuczki dla węgla z kopalń „Radzionków”, „Andaluzja” i „Julian” ze względu na wielkość wychodni koncentratu i na ilość węgla, ganhou o título engenheiro de minas e mestrado em ciências técnicas. 

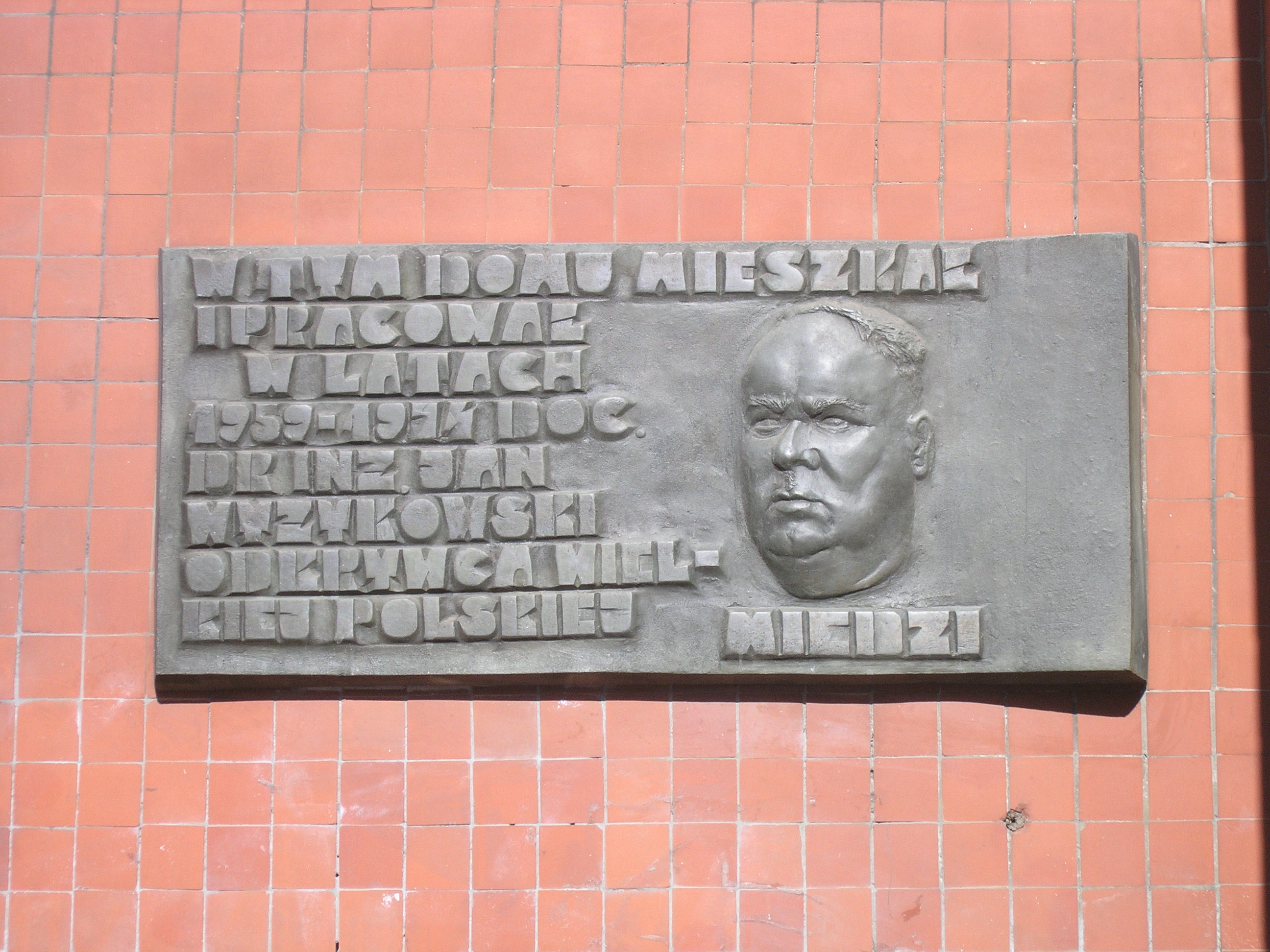
Placa comemorativa de eng. Jan Wyżykowski no predio na rua Chmielna 32 na Varsóvia onde viveu nos anos 1959-1974

No início de 1951 foi transferido comercialmente ao Instituto Geológico Estatal, ao Departamento de Mineiro onde ocupou-se pela procura dos depósitos de minério de cobre na Baixa Silésia. Nos anos 1951-1954 conduziu uma pesquisa no choco em Sudety Central, nos arredores de Kamienna Góra - Okrzeszyna, seguidamente na linha de Głuszyca a Słupiec. Ali reconheceu as concentrações locais de cobre em ardósias de rotliegend. Esta pesquisa foi resumida nos elaborates O występowaniu miedzi w niecce śródsudeckiej oraz wstępnych pracach poszukiwawczych za rudami miedzi w rejonie Nowej Rudy prowadzonych przez Zakład Złóż Kruszców Instytutu Geologicznego w latach 1953-1954 e Zagadnienie występowania miedzi w utworach niecki śródsudeckiej. Em 1954 pela resolução do Conselho Científico do Instituto Geológico adquiriu título de assistente. 
Apesar disso, nos anos 1951-1952 tomou parte na elaboração do sistema de desidratação da mina Konrad perto de Złotoryja sob a direção do professor Roman Krajewski.  
Seguidamente começou a buscar depósitos de minério de cobre na estrutura monoclinal pré-sudeste. Primeiras perfurações, baseadas nas explorações sísmicas da má qualidade resultaram em fracasso. Só pelo buraco em Sieroszowice encontrou, em 23 de Março de 1957, minério de cobre em rotliegend de Zechstein de significado industrial, na profundidade de 656 m. Alguns meses depois (8 de Agosto de 1957) encontrou minério de cobre da mesma qualidade no buraco perto de Lubin. Continuando estes descobrimentos, em 1959 documentou o minério de cobre Lubin-Sieroszowice, o maior na Europa e um dos maiores no mundo. 
Nos anos seguintes continuou as obras explicativas na estrutura monoclinal pré-sudeste. Em 1964 elaborou Generalny projekt poszukiwań złóż miedzi. A realização deste projeto permitiu-lhe, em 1971, calcular os recursos futuros do minério de cobre do Norte do já mencionado depósito, na profundidade de 1200-1500 m.
Em 1965, na base da tese Zagadnienie miedzionośności cechsztynu na tle budowy geologicznej strefy przedsudeckiej, adquiriu o grau do doutor de ciências naturais e a posição do pesquisador independente no instituto Geológico. Em 1973 avançou para o docente neste Instituto. 
Em 1974, com a sua equipe elaborou Projekt poszukiwań cechsztyńskich rud miedzi na obszarze zachodniej części monokliny przedsudeckiej, perykliny Żar i niecki północno-sudeckiej. O falecimento súbito não permitiu a continuação dessas obras. 
Acervo científico de Jan Wyżykowski inclui cerca de 30 obras publicadas e mais de que 20 obras arquivadas. 
Recebeu muitas distinções nacionais, entre outros, a Ordem da Polónia Restituta (1959) e a Ordem da Bandeira do Trabalho da I classe (1970). O que mais recebeu a Medalha do 30.º aniversário da Polónia Popular, a Medalha da Ordem do Mérito da Defesa, Distintivo do 1000º aniversário do Estado Polones, a Medalha da Mineração no 1000º aniversário do Estado Polones como também o distintivo de Ativista Significativo do Sindicato dos Mineiros, o distintivo de ouro da Associação de Engenheiros e Técnicos de Mineração, o distintivo de ouro do Mérito para a Baixa Silésia, o distintivo do Trabalhador do Mérito do Trabalho Socialista e a placa do Mérito para o Instituto Geológico. Recebeu também a Ordem de Sólido - o distintivo simbólico duma revista Życie i Nowoczesność, admitida por um talento e caratecter. Em 27 de Setembro de 1972 Jan Wyżykowski recebeu o título de Cidadão Honorário da Cidade Lubin. 
Em 1966 tornou-se o laureado comum do Prémio Nacional do I grau em geologia, mineração e energia para contribuição ao descobrimento de depósito de minério de cobre em Lubin-Sieroszowice e na elaboração da primeira documentação geológica desse mineral mineiro. Em 1970 tomou parte no comum Prêmio de Presidente do Comitê da Ciência e Tecnologia para elaboração do método novo de investigação e reconhecimento de depósito de minério de zinco e chumbo. 
Sepultado no cemitério Militar de Powązki na Varsóvia (túmulo A35-4-4).

## Comemoração
Escolas em Haczów estão chamadas após Jan Wyżykowski, como tambem as escolas em Krotoszyce, Głogów, Polkowice e Lubin, desde de Março de 2007 mesmo também um duto da mina Polkowice - Sieroszowice que fica perto de poço na qual pela primeira vez foi descoberto minério de cobre. Em Lubin fica tambem o monumento de Jan Wyżykowski. No Museu Regional em Brzozów fica a exposição dedicada à vida e aquisição científico de Jan Wyżykowski.
Após de Jan Wyżykowski também está chamada a Universidade de Jan Wyżykowski com a sede em Polkowice, criada da ligação com a Academia Profissional de Zagłębie Miedziowe em Lubin e Escola Superior da Baixa Silésia de Empreendedorismo e Técnica em Polkowice. 

## Publicações escolhidas
● 1958, Poszukiwanie rud miedzi na obszarze strefy przedsudeckiej. Przegląd Geologiczny, 1, Varsóvia.
● 1961, Północno-zachodni zasięg krystalinikum przedsudeckiego i możliwości poszukiwań cechsztyńskich rud miedzi w tym rejonie. Prz. Geol. 4, Varsóvia.
● 1963, Najnowsze wyniki badań geologicznych w rejonie Kożuchowa. Prz. Geol. 4, Varsóvia.
● 1964, Utwory czerwonego spągowca na Przedgórzu Sudetów. Prz. Geol. 7/8, Varsóvia.
● 1964, Zagadnienie miedzionośności cechsztynu na tle budowy geologicznej strefy przedsudeckiej. Prace Instytutu Geologicznego.
● 1967, Kierunki poszukiwań złóż rud miedzi. Prz. Geol. 10, Varsóvia.
●  1971, Cechsztyńska formacja miedzionośna w Polsce. Prz. Geol. 3, Varsóvia.